# Front de l'indépendance
Le Front de l'indépendance (FI) (en néerlandais : Onafhankelijkheidsfront – OF) est un mouvement de la Résistance intérieure belge fondé en mars 1941 par le docteur Albert Marteaux (membre du Parti communiste de Belgique), l'abbé André Boland et Fernand Demany (lui aussi communiste). Le but de cette organisation était de réunir les Belges résistants de toutes opinions et tendances, toutefois le seul parti politique qui y adhéra en tant que tel fut le Parti communiste de Belgique. En 1942-1943, le Front de l'indépendance fut à l'origine de la mission de Victor Martin à Auschwitz. Ce sociologue revint avec un rapport sur le sort des Juifs déportés de Belgique qui permit à la Résistance belge de prendre conscience de la signification exacte des déportations. Trois mille enfants juifs furent ainsi cachés et sauvés en Belgique par une population compatissante.
Pendant la guerre, le comité national du Front de l'indépendance réunit des représentants d'un grand nombre d'organisations résistantes telles que: 
- L'Armée belge des partisans (les Partisans armés (PA)),
- les Milices patriotiques (MP),
- Solidarité ,
- les Comités de lutte syndicale,
- Wallonie libre,
- le Comité de défense des Juifs (CDJ),
- LOMO (Professeurs de l’enseignement moyen officiel en Flandre),
- le journal clandestin Front
- l'Österreichische Freiheitsfront, une organisation antifasciste créée à Bruxelles par des réfugiés communistes autrichiens et allemands

En plus de soutenir la résistance armée, le Front de l'indépendance est responsable de formes de résistance non violentes. Le Service de solidarité, dirigé par Rosy Hollender, est créé comme structure d'aide aux familles des victimes de l'occupant. Solidarité adhère au Front de l'indépendance en novembre 1942. Des milliers de bénévoles s’emploient à récolter des fonds pour les distribuer aux familles des membres, victimes de l'occupant,.
Grâce à ces diverses organisations ainsi que l'aide du SOE qui leur a fourni en 1943 des pistolets silencieux Welrod leur permettant d’éliminer une cible de manière discrète, le Front de l'indépendance met en place des opérations de sabotage, des chaînes d'évasion, un service de faux documents, et diffuse deux cent cinquante publications clandestines différentes. Cet aspect essentiel de la guerre, la guerre de l'information, trouva une forme d'aboutissement dans la publication par le Front de l'indépendance, le 9 novembre 1943, du Faux Soir.

## Sources
1. ↑  Voir Raul Hilberg, La destruction des Juifs d'Europe, Fayard, Paris, 1988; Bernard Krouck, Victor Martin, un résistant sorti de l'oubli, Les Eperonniers, Bruxelles, 1995; le film documentaire de Didier Roten, La mission de Victor Martin,relate cette histoire. Victor Martin a relaté cette histoire, notamment dans le"patriote résistant" en mai 1985, sous le titre: "J'ai connu l'extermination des Juifs à Auschwitz,en 1943."
2. ↑  Voir sur le site du CEGES : Le CEGES acquiert les archives du Front de l’indépendance, juin 2008.
3. ↑  « Ligne du temps », sur www.belgiumwwii.be (consulté le 12 janvier 2025)
4. ↑  Etienne Verhoeyen, « Résistances et résistants en Belgique occupée, 1940-1944 », Revue belge de Philologie et d'Histoire, vol. 70, no 2,‎ 1992, p. 381–398 (DOI 10.3406/rbph.1992.3827, lire en ligne, consulté le 12 janvier 2025)